# 96-я пехотная дивизия (вермахт)
96-я пехотная дивизия — тактическое соединение сухопутных войск вооружённых сил нацистской Германии периода Второй мировой войны.

## Формирование и боевой путь
96-я пехотная дивизия сформирована 21 сентября 1939 года в Бергене, и была прикреплена к 11-му военному округу.
В июне 1940 года — на Западе, в августе 1940 года расформирована (оставлен лишь костяк). В марте 1941 года вновь восстановлена.
С июля 1941 года на Восточном фронте, действовала на Украине под Уманью.
В декабре 1943 года переброшена из-под Ленинграда (Невский пятачок) из состава 18-й армии на другой участок фронта.
В октябре 1944 года в составе 11-го мотострелкового корпуса СС находилась в районе Кракова.

## Организация
| Состав дивизии в сентябре 1939 года: - 283-й пехотный полк - 284-й пехотный полк - 287-й пехотный полк - 196-й артиллерийский полк - противотанковый артиллерийский дивизион - разведывательный батальон - сапёрный батальон - батальон связи | Состав дивизии в июне 1944 года: - 283-й пехотный полк - 284-й пехотный полк - 287-й пехотный полк - 196-й артиллерийский полк - стрелковый батальон - противотанковый артиллерийский дивизион - разведывательный батальон - сапёрный батальон - батальон связи |

## Командиры
- генерал Эрвин Фиров (15 сентября 1939 — 1 августа 1940)
- генерал-лейтенант Вольф Шеде (1 августа 1941 — 10 апреля 1942)
- генерал-лейтенант Йоахим фон Шлейниц (10 апреля 1942 — 5 октября 1942)
- генерал-лейтенант Фердинанд Нольдехен (5 октября 1942 — 28 июля 1943)
- генерал-лейтенант Рихард Вирц (28 июля 1943 — 1 сентября 1944)
- генерал-лейтенант Вернер Дюркинг (1 сентября 1944 — 11 сентября 1944)
- генерал-лейтенант Рихард Вирц (11 сентября 1944 — 1 ноября 1944)
- генерал-майор Герман Харрендорф (1 ноября 1944 — 8 мая 1945)